# Diederik Cornelius Dignus De Jong
Diederik Cornelius Dignus De Jong (Haarlem, 23 de abril de 1931) es un botánico neerlandés, nacionalizado estadounidense. Realizó extensas expediciones botánicas a México
En 1964, obtuvo su Ph.D. por la Universidad Estatal de Míchigan.
Ha trabajado extensamente en la familia de Asteraceae, logrando la identificación y nombrado de treinta nuevas especies.

## Algunas publicaciones
- diederik c.d. De Jong. 1989. ISOTIPO. Erigeron basaseachensis G.L.Nesom. Phytologia 66: 426. 1989
- ------------------------, w.p. Stoutamire. 1962. Chromosome studies in the alpine and subalpine floras of Mexico and Guatemala. Amer. J. Bot. 49: 41-50
- j. Beaman, diederik c.d. De Jong. 19062b. A new species of Lagenophora (Compositae) from Guatemala. Rhodora 67: 36-41

### Libros
- diederik c.d. De Jong. 1965. A systematic study of the genus Astranthium (Compositae, Astereae). Volumen 2, N.º 9 de Publicaciones del Museo, Michigan State University: Biological series. Editor Michigan State University, 95 pp.